# TARO! TOKYO魔界大戦
『TARO! MOMOTARO IN TROUBLE』（タロウ モモタロウ イン トラブル）は1991年5月25日に公開された映画。VHSビデオソフト化に際し『TARO! TOKYO魔界大戦』（タロウ トウキョウまかいたいせん）と改題。

## 概要
日本の民話桃太郎を題材に、新興宗教団体の陰謀に立ち向かう中学生の活躍を描く。
若狭新一によりデザイン・造形された鬼のスーツは全高3メートルにおよび、ラジコン操作によるギミックや樹脂製パーツの使用など新技術が用いられている。若狭によれば、本作品の制作は若狭が「とてつもなく大きな鬼を作りたい」と脚本家の小中千昭に要望したことがきっかけであったという。

## キャスト
- 紀本肇 - 三浦洋一
- 中臣太郎 - 藤原秀樹
- 小林美香 - 森山和美
- 堀雅之 - 丸典膳カイ

- 葛城恵 - 小野みゆき
- 高松 - 佐々木功
- 四禮正明
- 可合美香子
- 久野真紀子
- 古今亭志ん弥
- 鶴賀喜代寿郎
- マイク・バロー
- ピーター・ジャスキー
- 和田周
- 小池雄介
- 俵一
- 松山鷹志

- 宝田慎一
- 木戸竜作
- 大橋正和
- 中家正道
- 高木薫
- 内藤翔
- 川端英俊
- 臼井宏典
- 町出淳一
- 井口貴裕
- 青田亜樹子
- 秋元博枝
- 上田麻里
- 内田あゆみ
- 乾亜紀子
- 北原零
- 高原法子
- 高原妙子
- 中根史歩
- 森本聖子
- 城谷光俊

- 鬼 - 新堀和男（スーツアクター）[1]
- 城谷光俊
- 椎名和隆
- 太田英明（文化放送アナウンサー）
- 警備員 - 大槻ケンヂ（筋肉少女帯 Vocal）
- アイスクリームの男 - 斉藤晴彦（特別出演）
- 講演者 - 小林克也（特別出演）
- ローカイ大佐 - 竹中直人
- 葛城恵 - 小野みゆき
- 宝伝 - 谷啓

## スタッフ
- 監督 : 石井てるよし
- 脚本 : 小中千昭
- 企画 : 岡田裕
- プロデューサー : 成田尚哉
- 撮影 : 古川誠
- 音楽 : うさうさ（奈良橋敬也、小中千昭）
- 鬼製作 : 若狭新一
- ポスターイラスト : 永井豪
- 製作 : ニュー・センチュリー・プロデューサーズ

## ノベライズ
石井てるよし・森幸也 『TARO! 東京大魔界』 朝日ソノラマ〈ソノラマ文庫〉、1991年4月30日、ISBN 4-257-76553-4
挿絵は永井豪が担当。表紙は劇場公開時の永井によるポスターイラスト（鬼）に主人公を加筆したもの。